# (35357) Haraldlesch
(35357) Haraldlesch est un astéroïde de la ceinture principale.

## Description
(35357) Haraldlesch est un astéroïde de la ceinture principale. Il fut découvert le 28 septembre 1997 à Heppenheim par l'observatoire d'Heppenheim. Il présente une orbite caractérisée par un demi-grand axe de 2,26 UA, une excentricité de 0,18 et une inclinaison de 3,6° par rapport à l'écliptique.
Il doit son nom au physicien et vulgarisateur scientifique allemand Harald Lesch.

## Compléments